# Dectochilus antucaria
Dectochilus antucaria är en fjärilsart som beskrevs av Felder 1875. Dectochilus antucaria ingår i släktet Dectochilus och familjen mätare. Inga underarter finns listade i Catalogue of Life.